# Сан-Жуан-Батішта-де-Айран
Сан-Жуан-Батішта-де-Айран (порт. São João Baptista de Airão; МФА: [ˈsɐ̃w ʒu.ˈɐ̃w bɐp.ˈtiʃ.tɐ dɨ aj.ˈɾɐ̃w]) — парафія в Португалії, у муніципалітеті Гімарайнш. Розташована в північно-західній частині країни, на теренах історичної португальської провінції Дору-Міню. Входить до складу округу Брага. За адміністративним поділом, чинним до 1976 року, терени парафії були складовою провінції Міню. Належить до Бразької архідіоцезії Католицької церкви. Патрон — святий Іван. Площа — 2,7812 км². Населення — 827 ос. (2011). Сильно урбанізований регіон. Густота населення — 297,35 осіб/км²
. Код — 030853.

## Назва
- Айран (Сан-Жуан-Батішта) (порт. Airão (São João Baptista)) — офіційна назва.

## Населення
| Кількість мешканців | Кількість мешканців | Кількість мешканців | Кількість мешканців | Кількість мешканців | Кількість мешканців | Кількість мешканців | Кількість мешканців | Кількість мешканців | Кількість мешканців | Кількість мешканців | Кількість мешканців | Кількість мешканців | Кількість мешканців | Кількість мешканців |
| ------------------- | ------------------- | ------------------- | ------------------- | ------------------- | ------------------- | ------------------- | ------------------- | ------------------- | ------------------- | ------------------- | ------------------- | ------------------- | ------------------- | ------------------- |
| 1864                | 1878                | 1890                | 1900                | 1911                | 1920                | 1930                | 1940                | 1950                | 1960                | 1970                | 1981                | 1991                | 2001                | 2011                |
| 303                 | 310                 | 357                 | 343                 | 328                 | 322                 | 359                 | 449                 | 610                 | 644                 | 799                 | 907                 | 1 012               | 886                 | 827                 |